# Clematis alpina
Clematis alpina is een klimplant uit het plantengeslacht Clematis sectie Atragene, die van nature in de Alpen, de Pyreneeën, de Apennijnen, de Karpaten en het Balkangebergte voorkomt. Ze is daar aan te treffen op een hoogte tussen circa 800 en 2000 meter (de montane en subalpiene zone).

## Kenmerken
C. alpina wordt 1–2 m hoog. Ieder jaar na de bloei worden nieuwe stengels met een lengte van 1–1,5 m gevormd. Deze zijn in het begin roodbruin van kleur, worden na enige tijd grijsachtig en verhouten op het laatst. Jaarlijks schilfert het buitenste deel van de stengel af. De bladeren van de plant zitten op een lange bladsteel, die de plant het vermogen geeft om te klimmen. Raakt de bladsteel een hindernis, zo is de stengel in staat zich één of twee keer om het obstakel te draaien en zich daaraan vast te hechten. Het lichtgroene blad is 3-tallige en dubbel handdelig, de blaadjes zijn lancetvormig en getand. De plant is bladverliezend.
C. alpina heeft lichtblauwe tot mauve kleurige, knikkende bloemen met vier kelkbaadjes en 10–20 roomwitte tot lichtgele meeldraden. De kelkblaadjes worden 2,5–4 cm groot. De bloemen zitten  afzonderlijk op lange stelen. De bloei duurt 2 tot 3 weken en valt tussen mei en augustus, afhankelijk van de klimaat- en vegetatiezone in de bergen. De vruchten wegen circa 2,5 mg en hebben een circa 3,5 cm lange behaarde snavel.

## Ondersoorten en Variëteiten
In de loop der tijd werden er een groot aantal geografische ondersoorten en variëteiten van Clematis alpine beschreven. Deze worden ondertussen bijna allemaal als een aparte soort binnen de Atragene groep (zie daar) of als variëteiten van deze soorten beschouwd:
- C. alpina subsp. macropetala (Ledeb.) Kuntze
- C. alpina subsp. ochotensis (Pall.) Kuntze
- C. alpina subsp. sibirica (Mill.) Kuntze (1885)
- C. alpina var. albiflora Maxim. ex Kuntze (1885)
- C. alpina var. chinensis Maxim. (1890)
- C. alpina var. fauriei H. de Boissieu (1899)
- C. alpina var. koreana (Kom.) Nakai (1909)
- C. alpina var. macropetala (Ledeb.) Maxim. (1889)
- C. alpina var. occidentalis A. Gray
- C. alpina var. ochotensis (Pall.) Kuntze
- C. alpina var. rupestris Turcz. ex Kuntze (1885)
- C. alpina var. teniloba A. Gray (1880)
- C. alpina var. triternata Kuntze (1885)

## Cultivars
Kwekers creëerden door selectie en kruisingen met andere Clematis-soorten uit de Atragene groep van Clematis alpine een groot aantal cultivars, onder andere:
- C. alpina 'Albiflora' – Magnus Johnson (1955)
- C. alpina 'Blue Princess' – Friedrich Manfred Westphal (1998)
- C. alpina 'Constance' – Kathleen Goodman (1986)
- C. alpina 'Foxy' – Raymond Evison (1996)
- C. alpina 'Francis Rivis' – Sir Cedric Morris (1965)
- C. alpina 'Frankie' – Frank Meechan (circa 1990)
- C. alpina 'Helsingborg' – Tage Lundell (circa 1970)
- C. alpina 'Jaqueline du Pré' – Barry Fretwell (1985)
- C. alpina 'Jutta' – Finn Rosholm (1996)
- C. alpina 'Linava' – Magnus Johnson (1973)
- C. alpina 'Odorata' – Magnus Johnson (1980)
- C. alpina 'Pamela Jackman' – Rowland Jackman (1960)
- C. alpina 'Pink Flamingo' – Elizabeth Jones (1993)
- C. alpina 'Rosy Pagode' – Magnus Johnson (1974)
- C. alpina 'Ruby' – Ernest Markham (1937)
- C. alpina 'Stolwijk Gold' – Hans Stolwijk (2001)
- C. alpina 'Tage Lundell' – Tage Lundell (1970)
- C. alpina 'White Columbine' – Kweekerij "Treasures of Tenbury" (1986)
- C. alpina 'Willy' – Peter Zwijnenburg (1970)

## Afbeeldingen

Cultivars
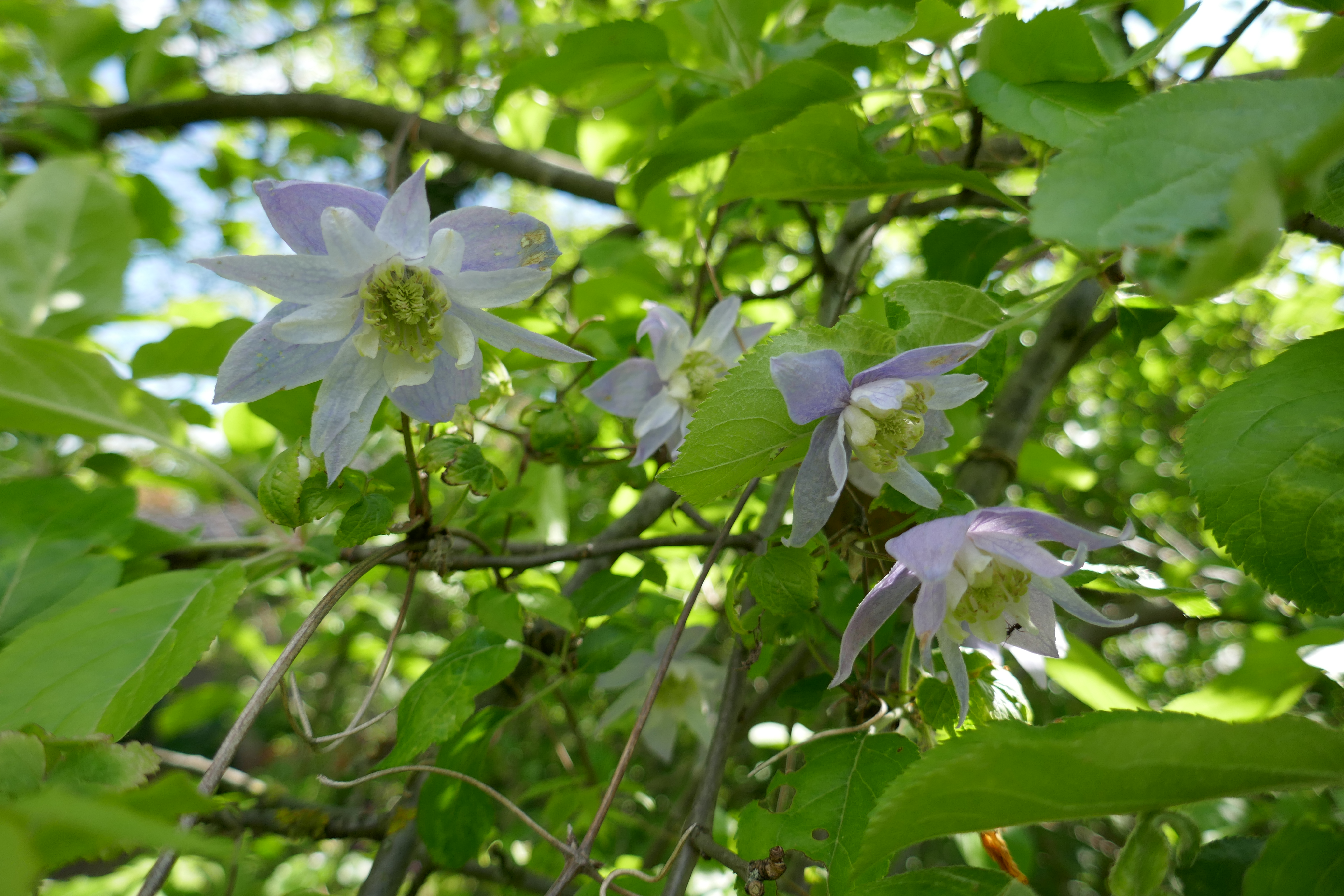
Clematis alpina 'Blue Princess'
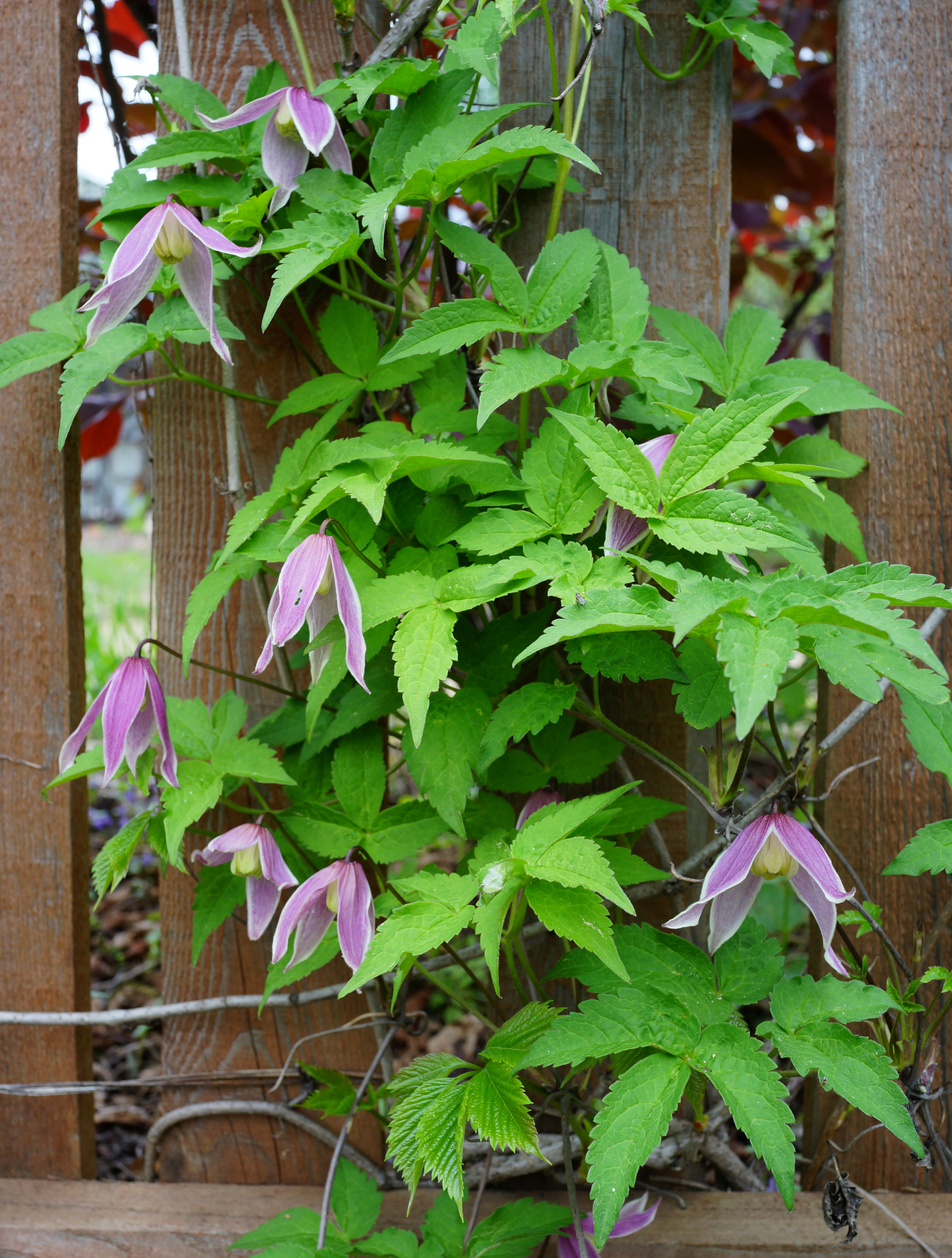
Clematis alpina 'Columella'
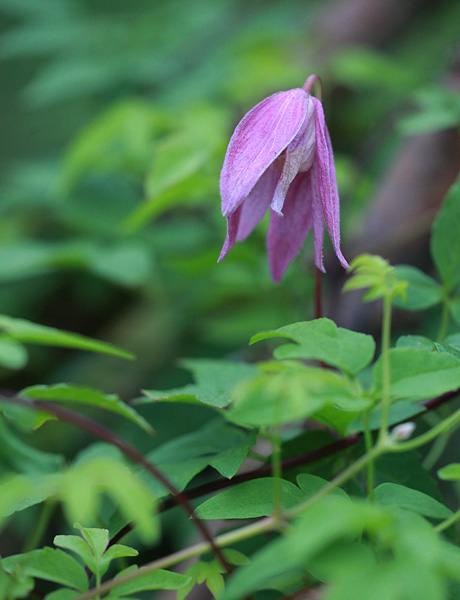
Clematis alpina 'Constance'
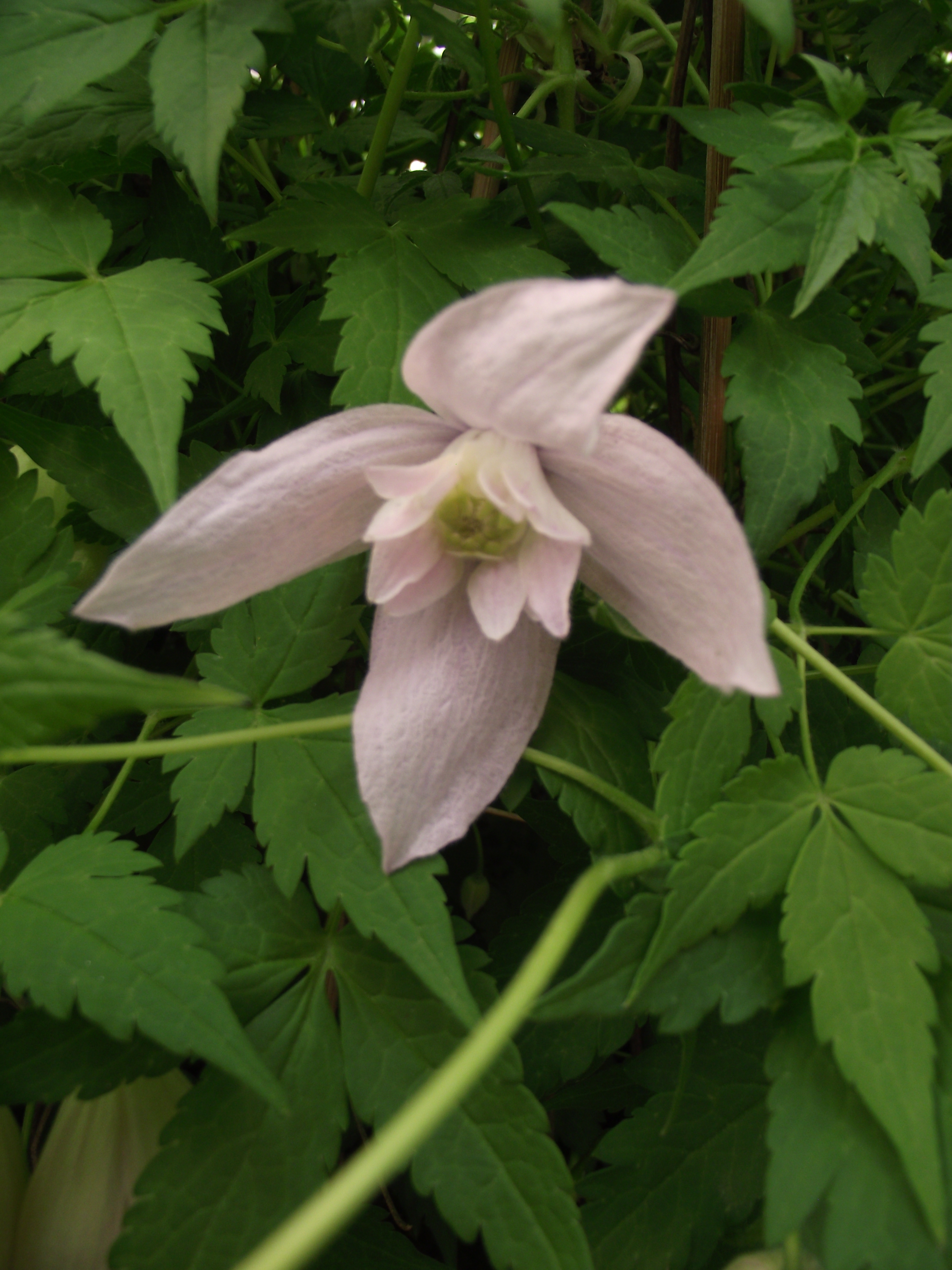
Clematis alpina 'Foxy'
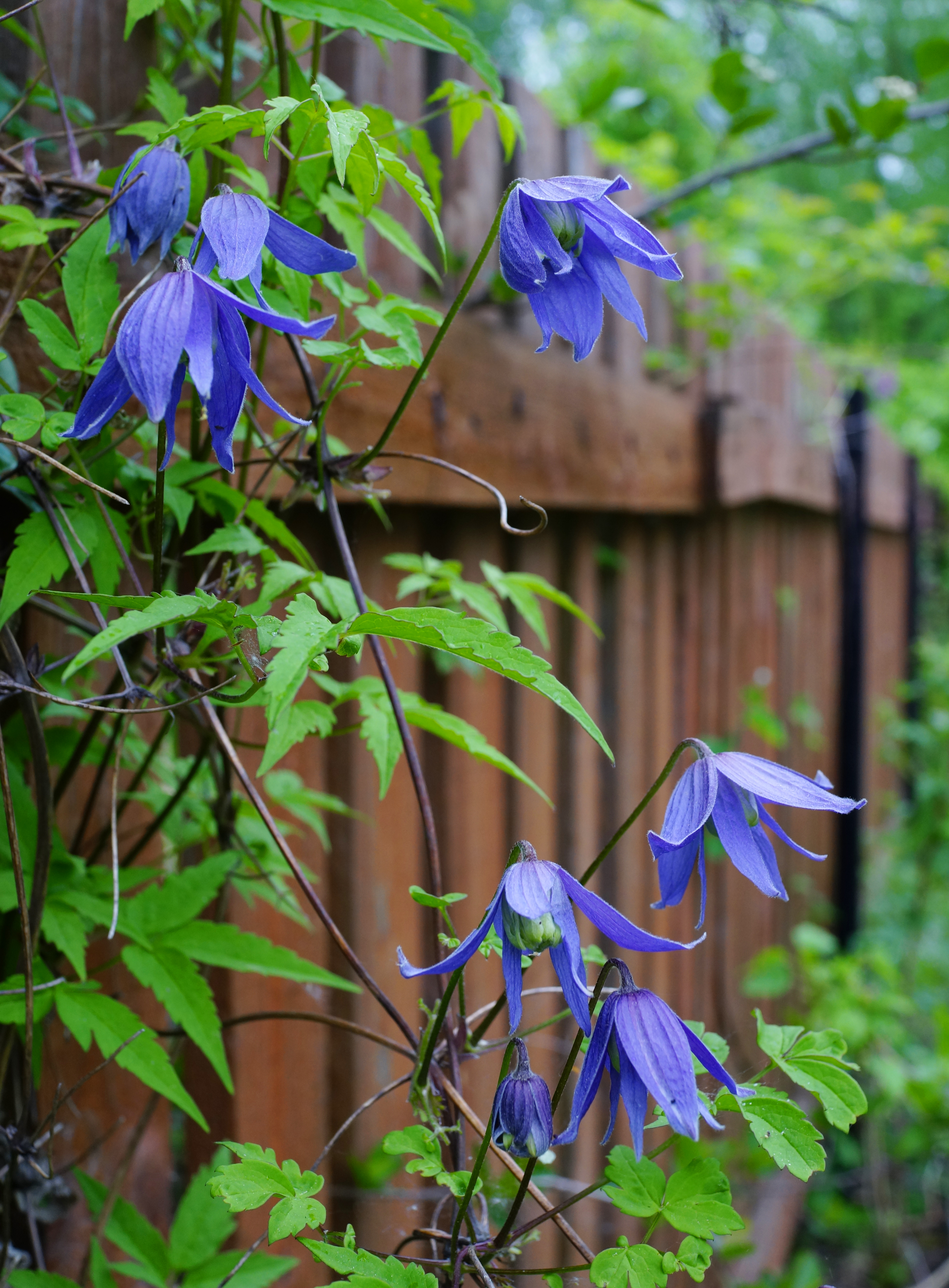
Clematis alpina 'Frankie'
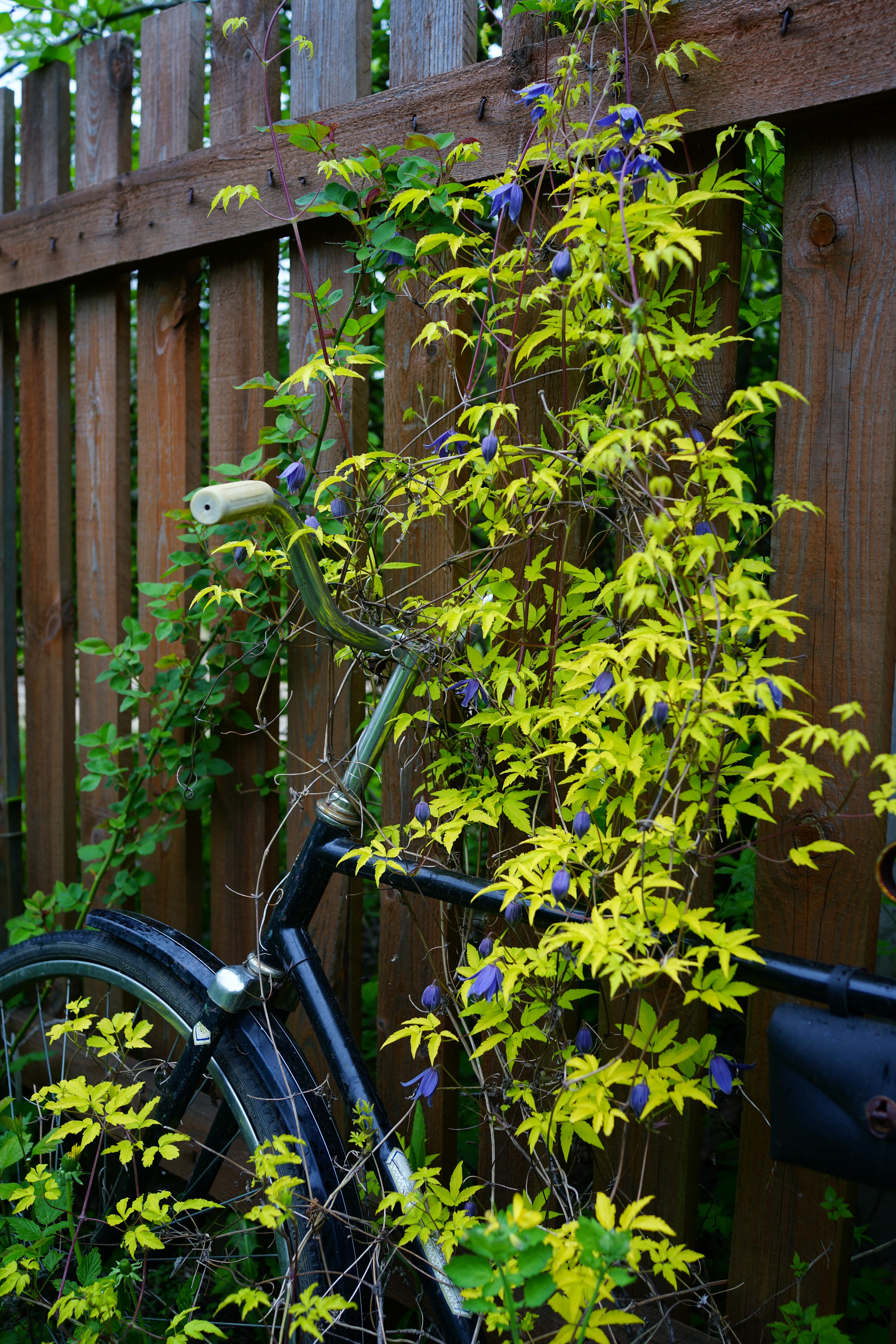
Clematis alpina 'Stolwijk Gold'
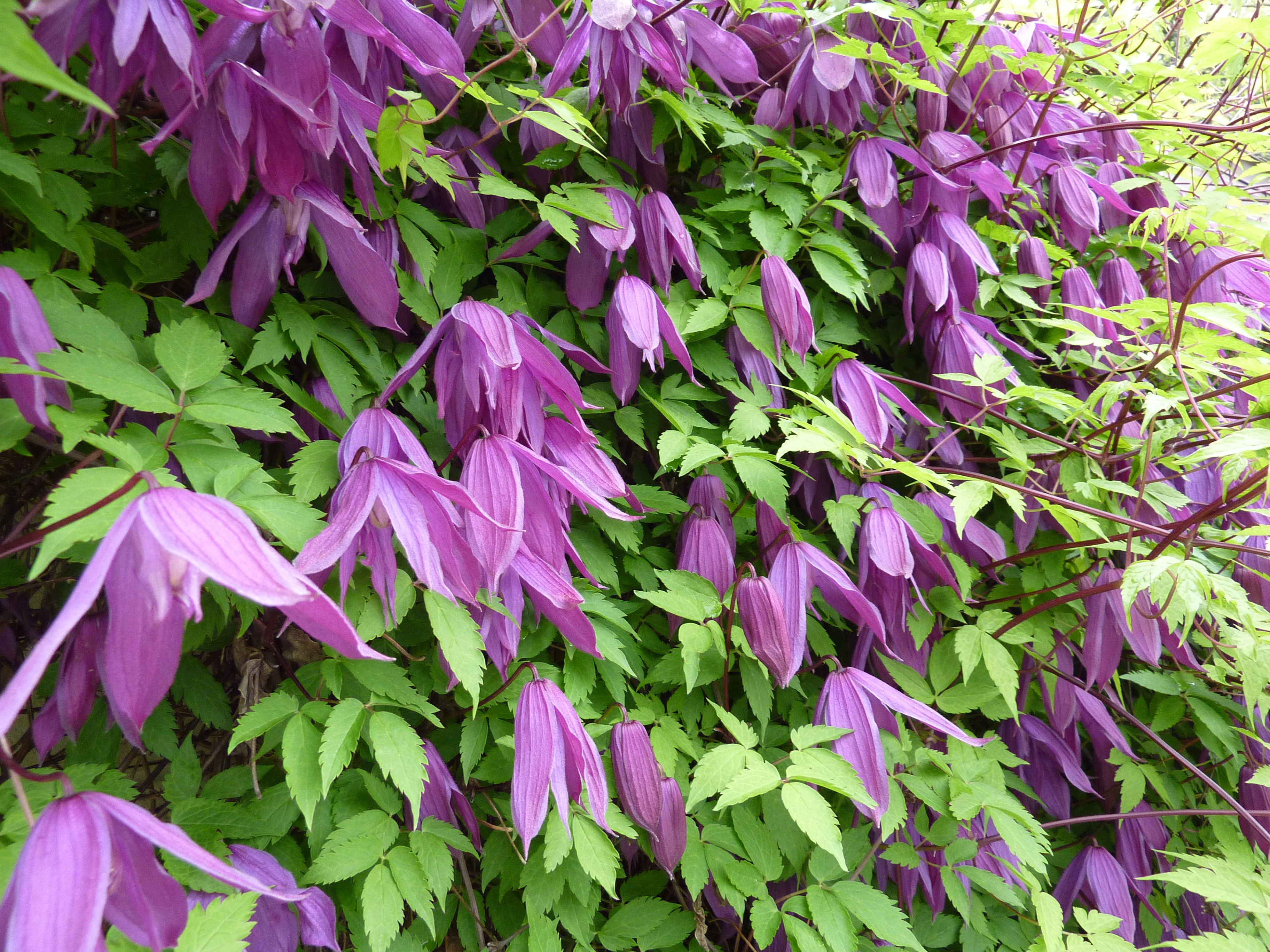
Clematis alpina 'Tage Lundell'

## Toepassingen
Clematis alpina gedijt in een tuin of in een park op een standplaats met kalkhoudende grond in de halfschaduw of in de volle zon. De plant heeft klimsteunen nodig maar wordt niet zeer hoog (maximaal 2,5 m). Ze is zeer goed winterhard.